# اوهار (شیکاگو)
اوهار (به انگلیسی: O'Hare) یک منطقهٔ مسکونی در ایالات متحده آمریکا است که در ایلینوی واقع شده‌است. اوهار ۸۴٫۰۹ کیلومتر مربع مساحت دارد.